# IMCA Radio
IMCA Radio S.p.A. è stata un'azienda italiana di Alessandria produttrice di elettronica di consumo. Fondata nel 1921 come ditta produttrice di scatole di cartoni per l'imballaggio, entrò nel settore elettronico nel 1936. Passata nel 1960 sotto il controllo della Magneti Marelli, fu incorporata e assorbita da quest'ultima nel 1967.

## Storia
La società Industria Meccanica del Cartone e Affini, con capitale sociale di lire 350.000, fu costituita il 23 novembre 1921 ad Alessandria su iniziativa dell'ingegner Italo Filippa, e le sue attività inizialmente consistevano nella produzione e commercio di scatole di cartone per l'imballaggio. La sede amministrativa e produttiva si trovavano in via Fratelli Mortarotti 1.
Il Filippa, appassionato radioamatore, diversi anni più tardi decise di ampliare le attività della sua ditta alla costruzione delle radio a valvole. Nel 1935, fu modificata la ragione sociale in IMCA Radio Soc. An., con capitale sociale di lire 1,2 milioni. Furono lanciati i seguenti modelli, realizzati su progetto e brevetti dallo stesso ingegner Filippa, e riproposti in più serie: IF65 (1936), IF78 (1937), IF92 (1938), Esagamma IF71 (1939), Multigamma, (1941). I radioricevitori prodotti dalla ditta monferrina, erano destinati alla fascia alta del mercato, e oltre che nella costruzione di apparecchi completi, essa si specializzò anche nella costruzione dei condensatori variabili e dei commutatori di gamma detti a "tamburo rotante" che consentivano una più fine e precisa sintonia sulle onde corte, normalmente assai critiche da sintonizzare.

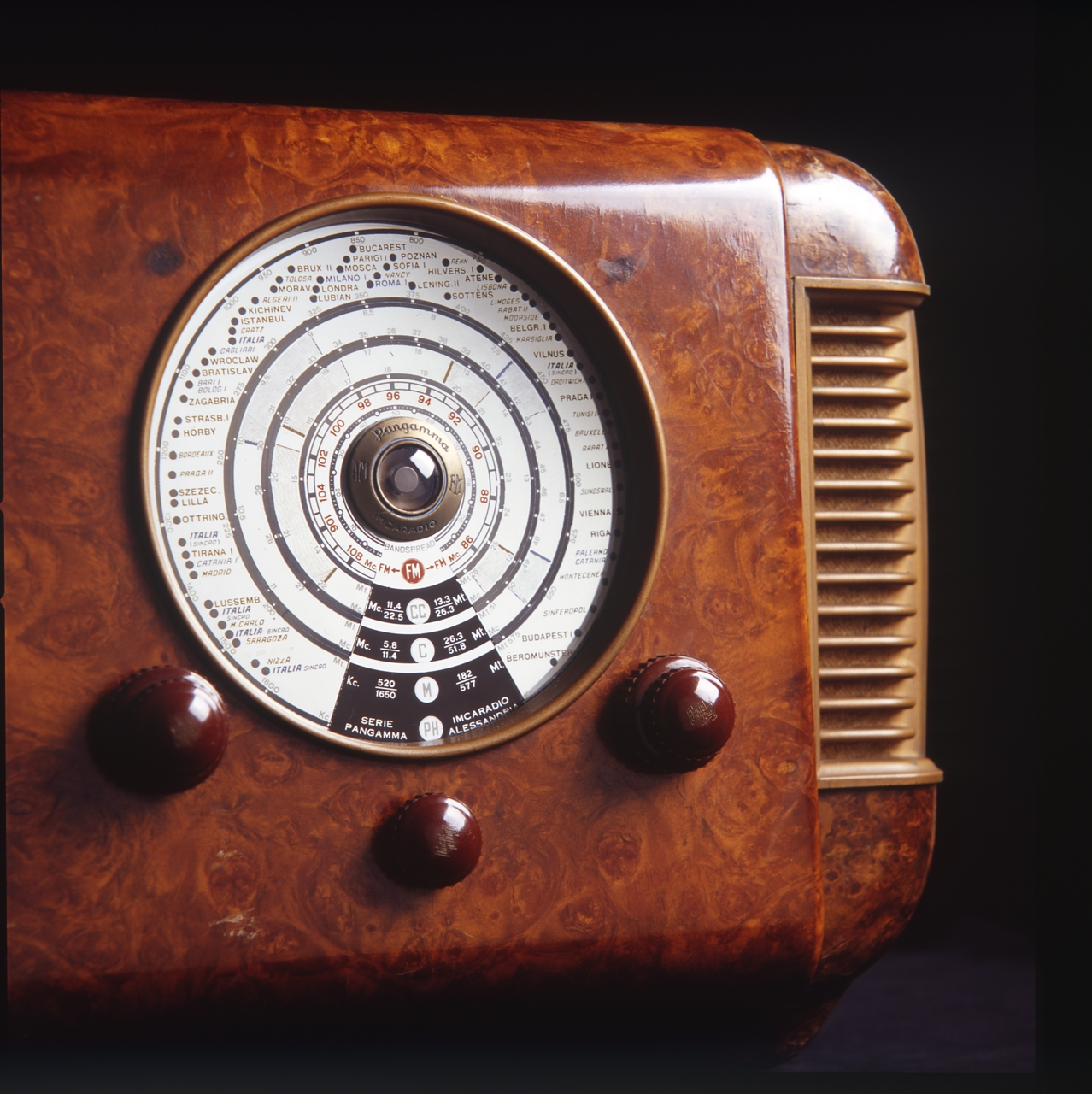
Radioricevitore da tavolo Pangamma AM/FM IF 121, prodotto dal 1949 al 1954

IMCA Radio conservò le caratteristiche e le dimensioni di un'impresa artigiana: nel 1939 realizzò un fatturato di 1,5 milioni di lire ed un utile netto di 224,7 mila, impiegava 28 dipendenti, e registrava una produzione giornaliera di 6.000 scatole e 20 apparecchi radio. Dopo l'ingresso dell'Italia fascista nella Seconda guerra mondiale del 1940, IMCA ricevette commesse da parte dello Stato per la costruzione in serie di stazioni radio ricetrasmittenti ad onde ultracorte - i primi in assoluto di produzione italiana - per il servizio di avvistamento contraereo per i servizi di collegamento tra Regio Esercito e Regia Aeronautica, e per la Regia Marina. Al termine del conflitto fu ripresa la produzione di apparecchi radiofonici per uso domestico: nel 1949, IMCA presentò il modello Nicoletta IF51, così chiamato in omaggio alla nascita prima nipotina del suo titolare, ed il primo di produzione italiana con modulatore FM. Le competenze acquisite durante la guerra nella costruzione delle stazioni radio-ricetrasmittenti, sia fisse che autotrasportate, permisero alla ditta monferrina di diventare fornitrice dei predetti apparati per l'Arma dei Carabinieri, il Corpo nazionale dei vigili del fuoco e la Polizia di Stato. Nel corso degli anni cinquanta, IMCA si specializzò anche nella produzione dei televisori.
Nel 1960, IMCA fu rilevata dalla Magneti Marelli: l'azienda milanese volle integrare la produzione di apparecchi radioriceventi e di televisori della Radiomarelli, in un momento di forte richiesta e di insufficiente produzione a causa degli sforzi dedicati all'espansione del settore. Due anni più tardi, nel 1962, fu chiuso lo stabilimento di Alessandria, e da allora l'azienda e il marchio furono solo di natura commerciale. Nel 1967, Magneti Marelli passò sotto il controllo della FIAT, che attuò un piano di riorganizzazione con cui le controllate di MM, tra cui la stessa IMCA Radio, furono incorporate nella società-capogruppo.